# Dahongmen
Dahongmen (kinesiska: 大红门, 大红门街道) är ett stadsdelsdistrikt i Kina. Det ligger i Fengtai i storstadsområdet Peking. Antalet invånare är 193 382. Befolkningen består av 95 623 kvinnor och 97 759 män. Barn under 15 år utgör 8,0 %, vuxna 15-64 år 83 %, och äldre över 65 år 7,0 %.